# Arroyo del Bohonal y de Horcajo
Arroyo del Bohonal y de Horcajo är ett periodiskt vattendrag i Spanien. Det ligger i den centrala delen av landet, 150 km sydväst om huvudstaden Madrid.